# Sager (Notabelnfamilie)

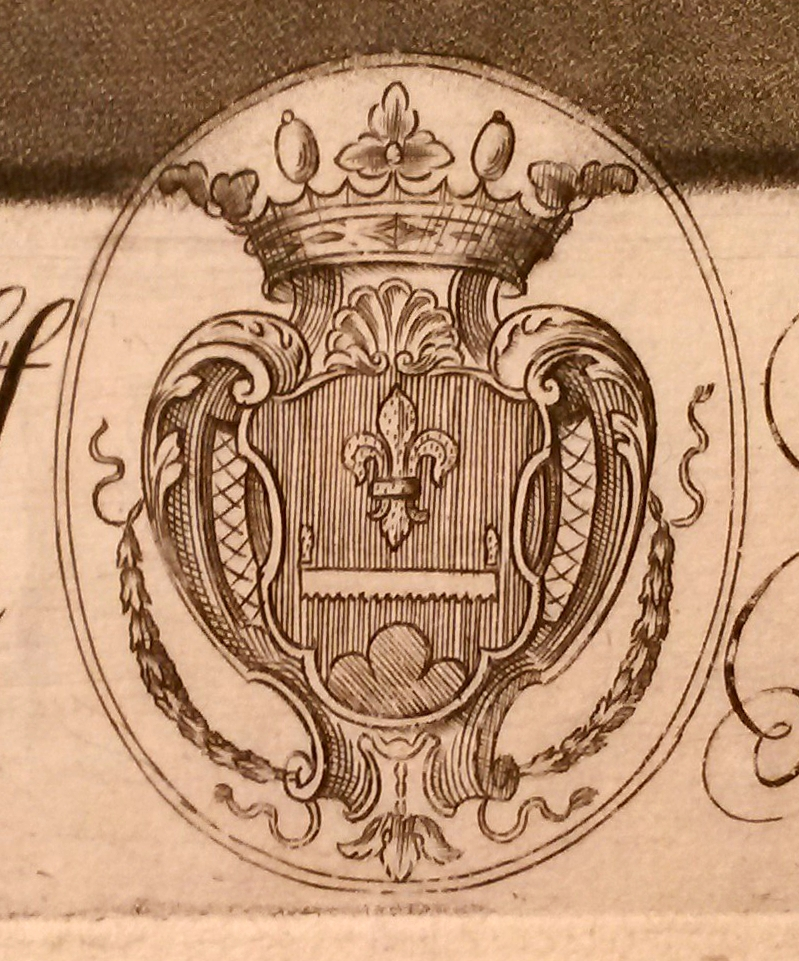
Wappen Sager, Radierung von Johann Ludwig Nöthiger (1741)

Die Familie Sager (Saager) war eine wahrscheinlich aus Menziken stammende Berner Notabelnfamilie, die seit 1466 das Burgerrecht der Stadt Bern besass und der Zunftgesellschaft zu Schmieden angehörte. Das Geschlecht erlosch im Mannsstamm 1623.

## Personen
- Hans Sager († 1512), Sattler, des Grossen Rats 1508
- Michael Sager (I.) († 1548), Schultheiss zu Unterseen 1527, des Kleinen Rats 1538, Landvogt zu Nidau 1540
- Michael Sager (II.) († 1564), Landvogt zu Gottstatt
- Hans Sager († 1569), des Grossen Rats, Landvogt zu Aarberg 1553, des Kleinen Rats 1562, Venner zu Schmieden 1563
- Hans Rudolf Sager (1547–1623), ultimus, Schultheiss zu Unterseen, Bauherr, Deutschseckelmeister, Schultheiss zu Bern